# Tiron (molécule)
Pour les articles homonymes, voir Tiron.
Le tiron, ou 4,5-dihydroxybenzène-1,3-disulfonate de disodium, est un sel disodique d'acide catéchol-3,5-disulfonique utilisé comme indicateur coloré en complexométrie notamment pour le dosage du fer(III) en milieu acide (pH = 2,5). Son utilisation est semblable à celle de l'acide 5-sulfosalicylique (en). Il change de couleur du bleu-vert au jaune, le fer(III) formant un chélate bleu-vert (turquoise) avec le tiron. 